# Riserva naturale orientata Bosco di Alcamo
La riserva naturale orientata Bosco di Alcamo è un'area naturale protetta situata nel comune di Alcamo, in provincia di Trapani. La riserva è stata istituita nel 1984, situata sulla cima del monte Bonifato, la montagna che sovrasta l'abitato di Alcamo.

## Storia

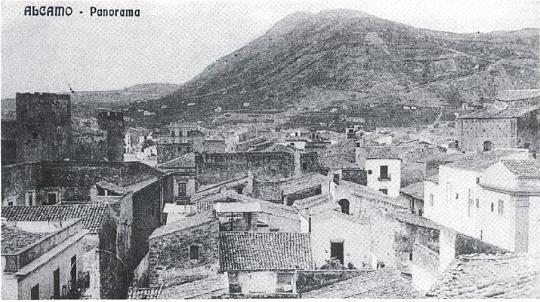
Vecchia foto di Monte Bonifato senza bosco.

Fino al XIX secolo la Riserva naturale Bosco di Alcamo era coperta da un bosco di latifoglie che scomparve a causa dell'azione dell'uomo. A partire dal 1921 è stata soggetta ad un'opera di rimboschimento con pino d'Aleppo, cipresso e pino domestico. Si è assistito successivamente alla ricomparsa graduale di specie di latifoglie proprie del luogo.

## Territorio

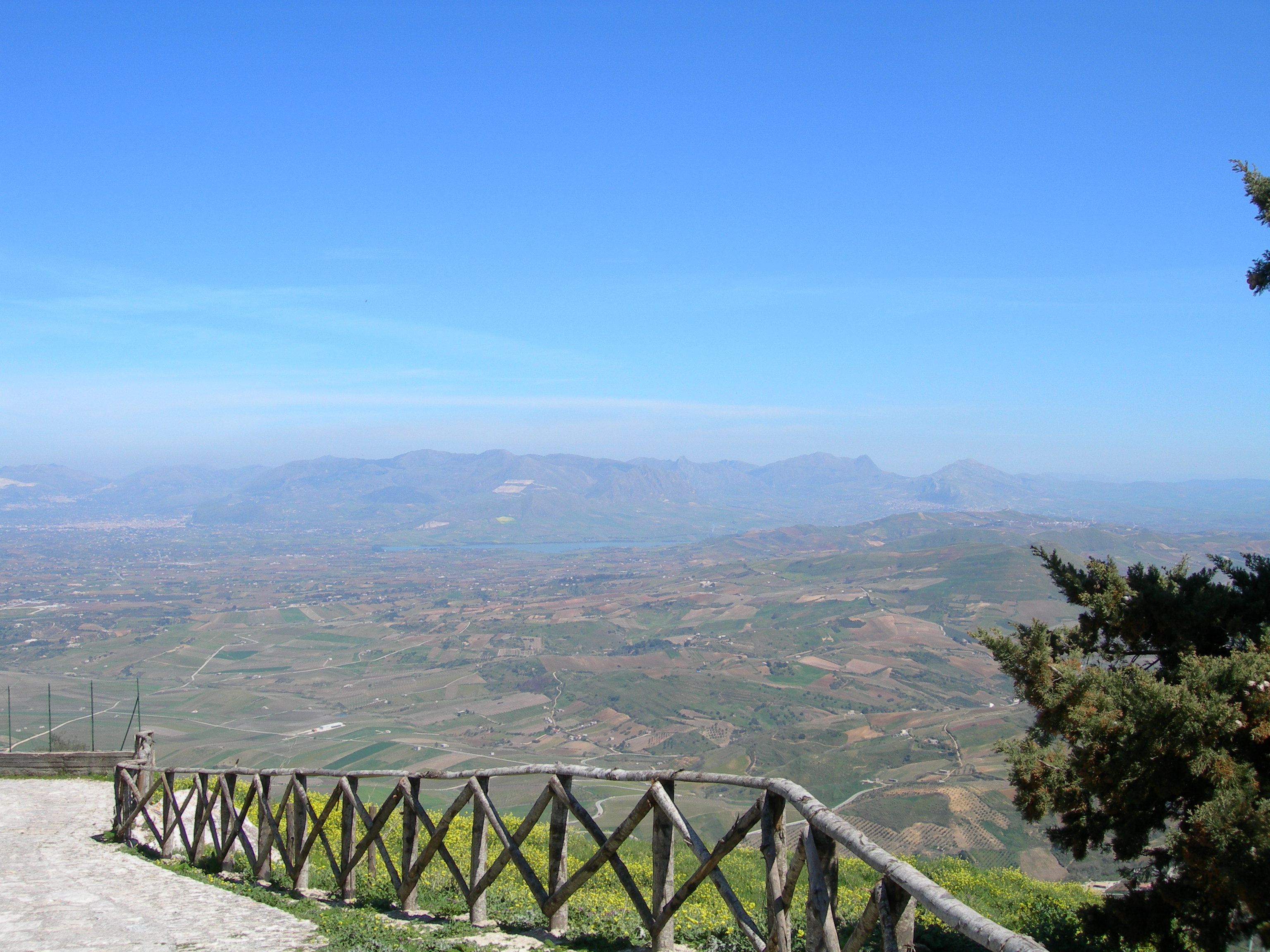
Panorama dalla vetta verso est

L'area protetta è dominata dal monte Bonifato, un rilievo piramidale calcareo alto 825 metri s.l.m. nei pressi dell'abitato di Alcamo, e ricopre una superficie di 199 ettari. Il paesaggio intorno è agricolo e dominato dalla coltivazione della vite.

## Flora
Sul Monte Bonifato si trovava in antichità un bosco che è stato distrutto a causa dei continui incendi e tagli di legname. Il bosco attuale, risultato di un vecchio rimboschimento forestale, si sviluppa sul versante settentrionale del rilievo ed è caratterizzato dalla presenza di due specie di pino, il pino marittimo (Pinus pinaster) e il pino d'Aleppo (Pinus halepensis). Scarsi residui di foresta mediterranea sempreverde resistono tra le rupi, in alcuni lembi di terra non influenzati dalle attività umane: vi si ritrovano il leccio, il frassino, e la roverella, essenze indigene.
È presente anche la tipica prateria ad ampelodesma (o "disa"), sfruttata in passato per la legatura delle viti e la realizzazione di corde e ceste. Altre piante che hanno avuto un ruolo importante nell'ambito dell'artigianato locale sono la Ferula (per la realizzazione di sedie, sgabelli e tavolini), la palma nana (per realizzare scope o riempire materassi) il sommacco siciliano (utilizzato nell'ambito della concia delle pelli e della tintoria) e il frassino (da cui si otteneva la manna).
Notevole anche la presenza dell'Euforbia, della Peonia e delle orchidee (tra cui compaiono le rare Orchis commutata e Orchis brancifortii).
Sono inoltre presenti numerose piante aromatiche, tra cui il timo arbustivo, la ruta d'Aleppo, la mentuccia, il rosmarino, la salvia, l'assenzio e l'origano.

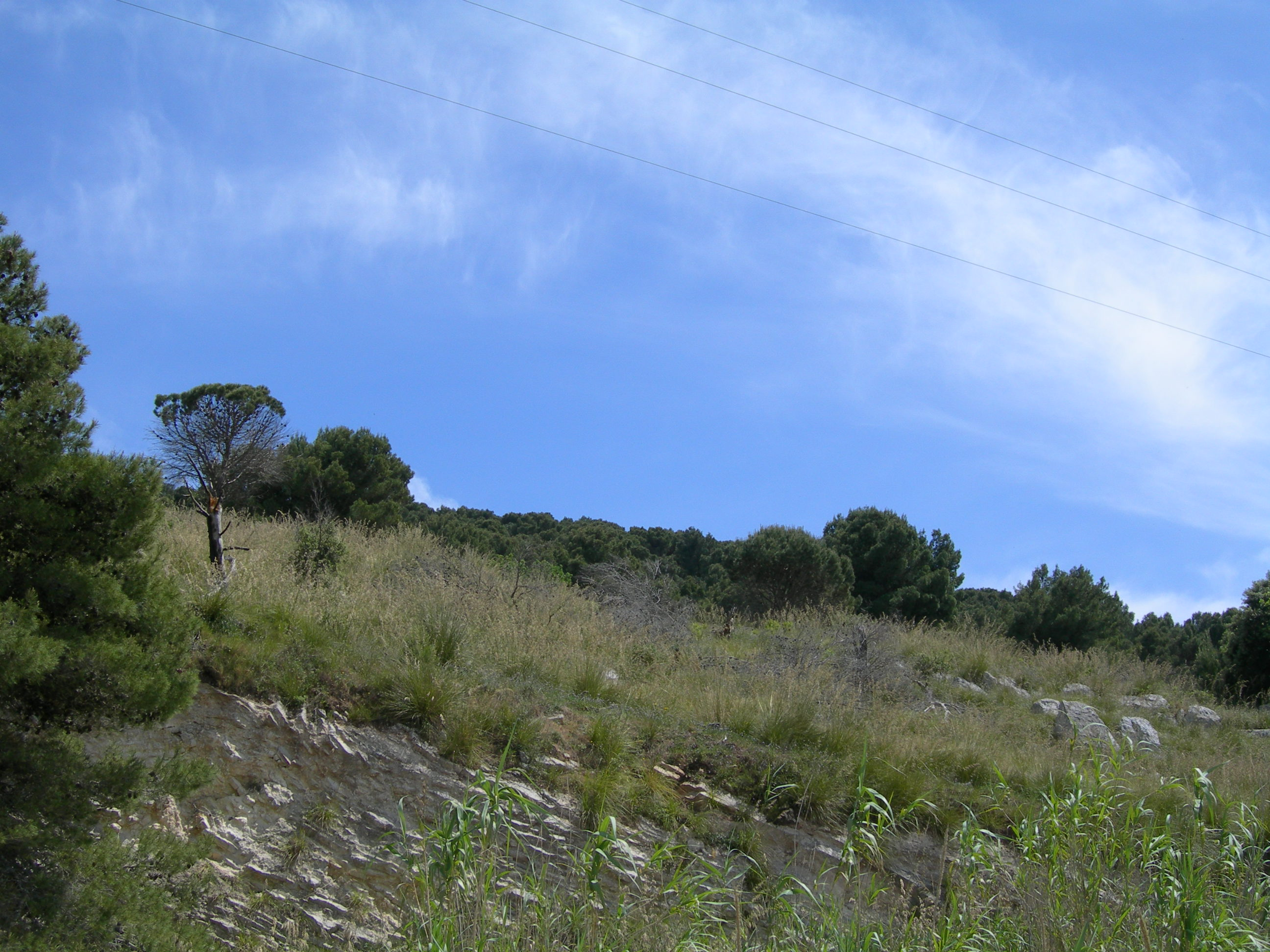
Prateria ad ampelodesma
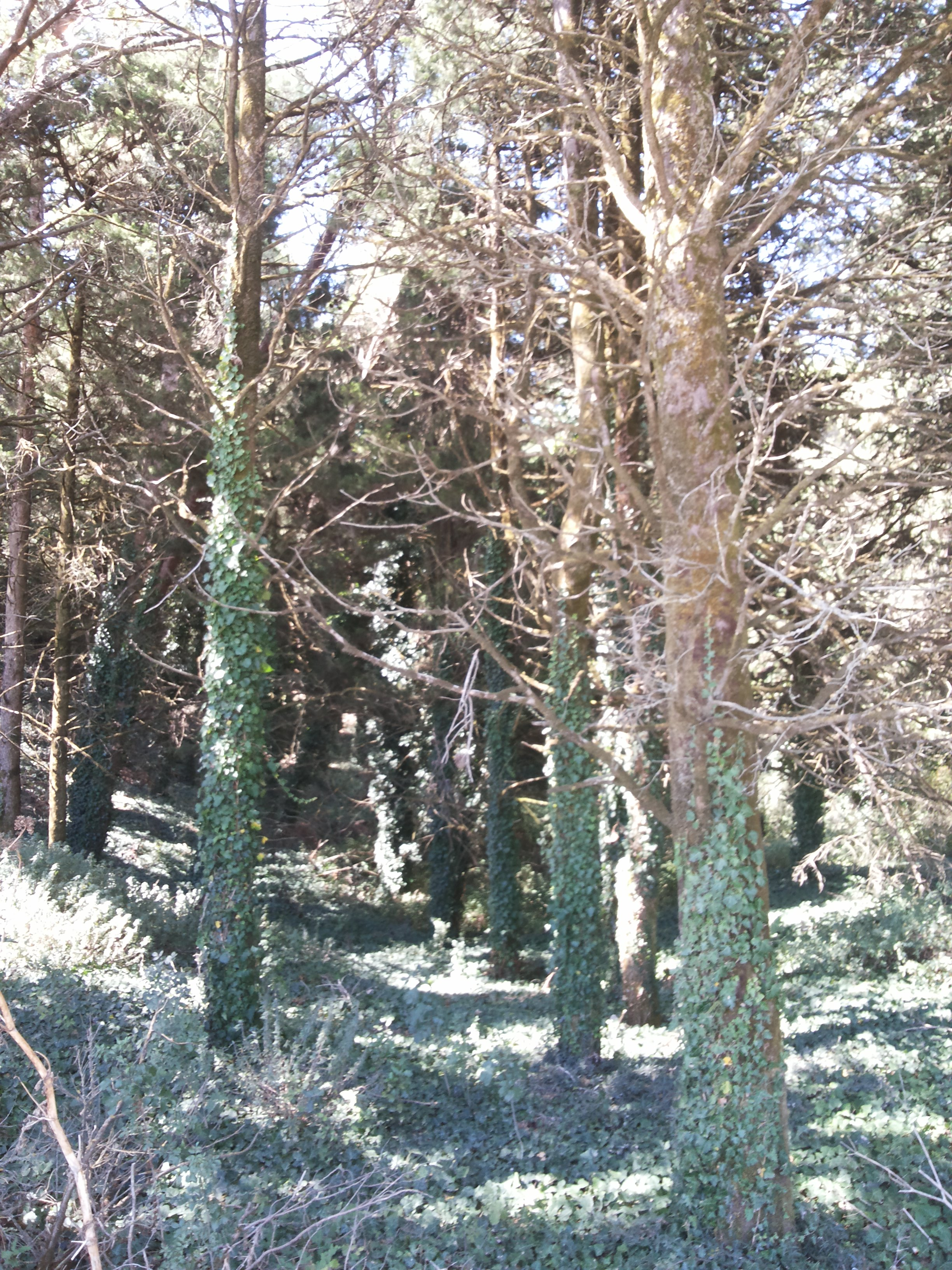
Vegetazione all'interno del bosco
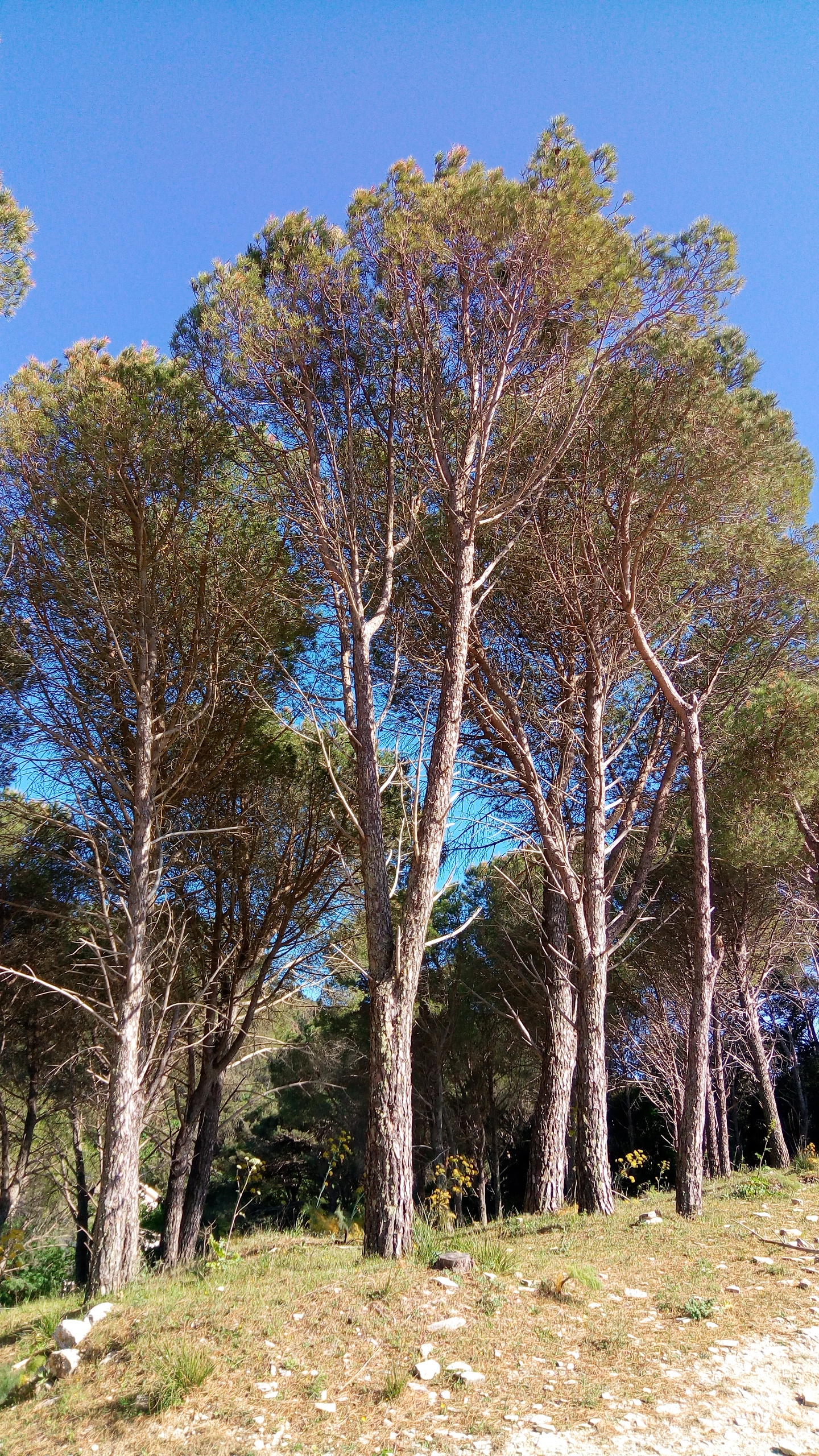
Pini nella riserva
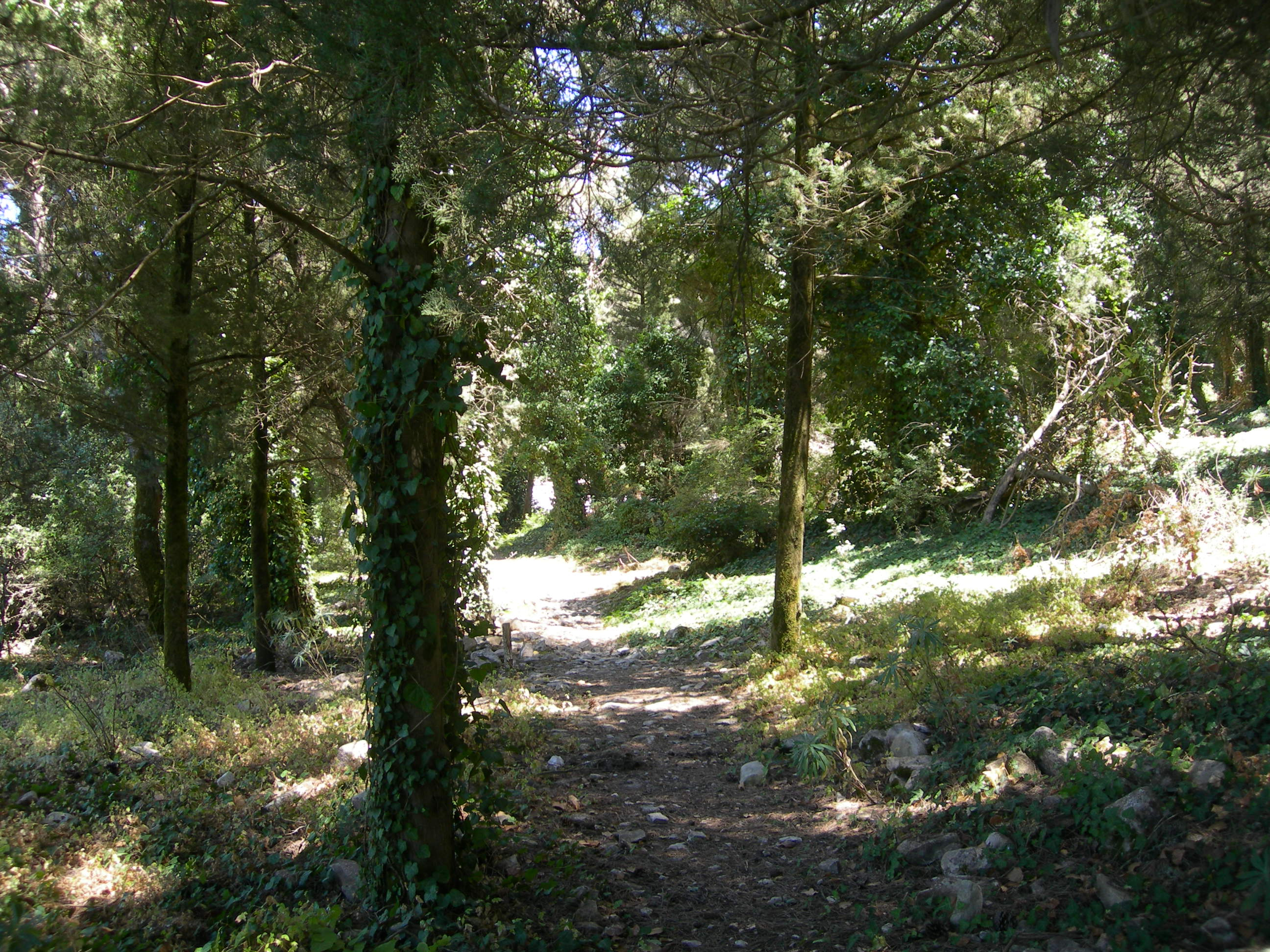
Sentiero all'interno del bosco
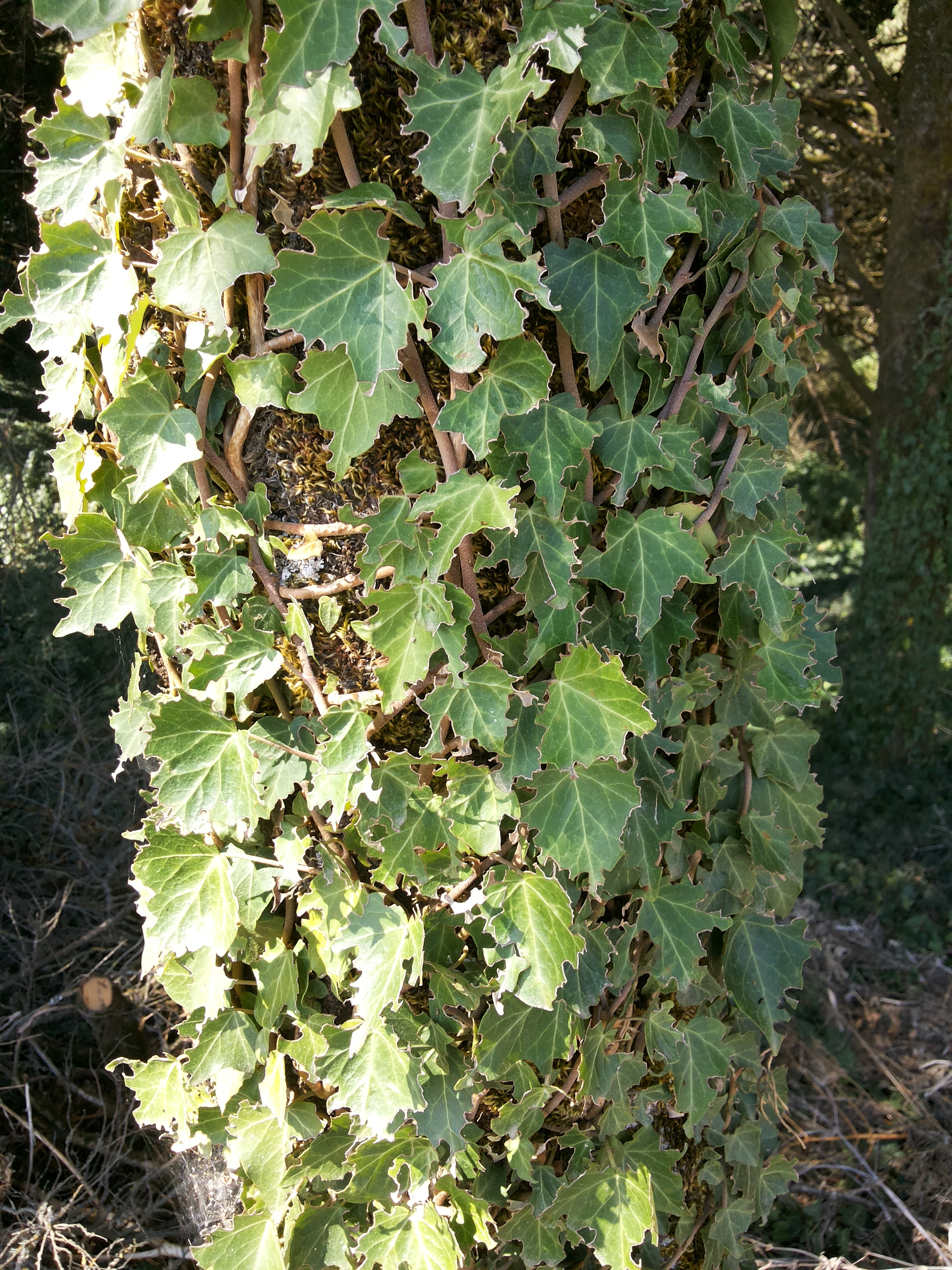
Fusto di un albero ricoperto da una pianta rampicante
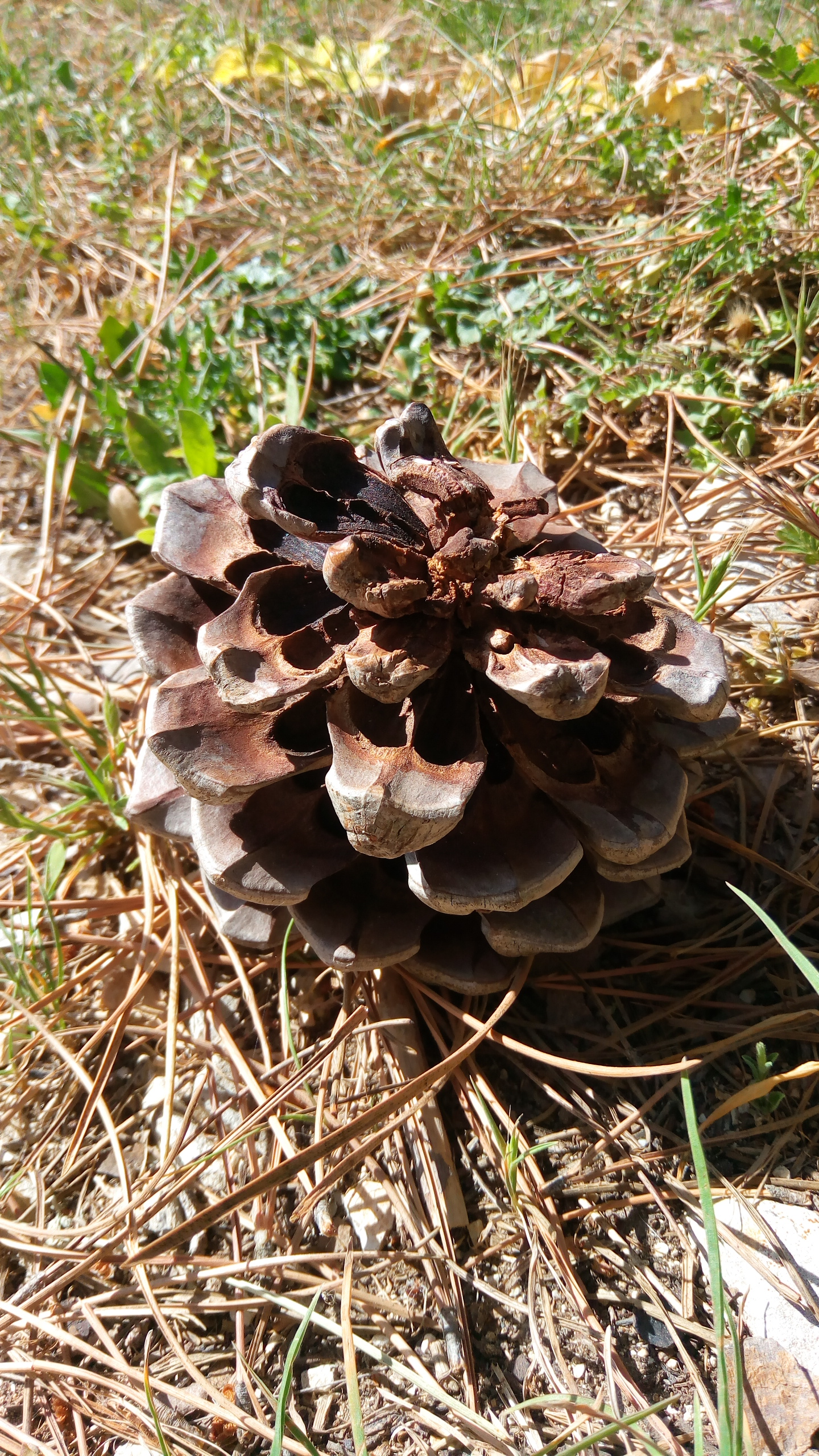
Pigna
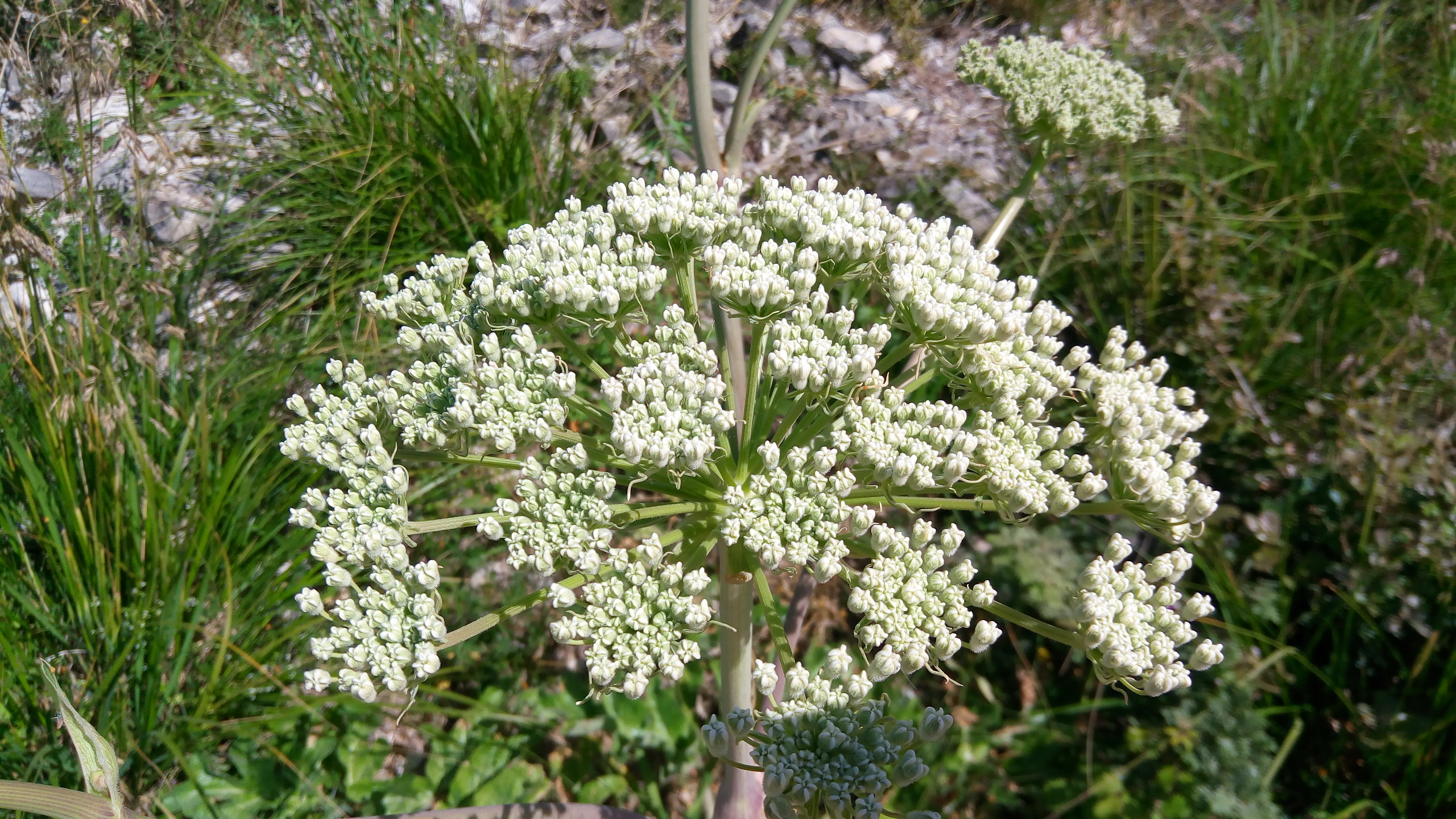
Infiorescenze
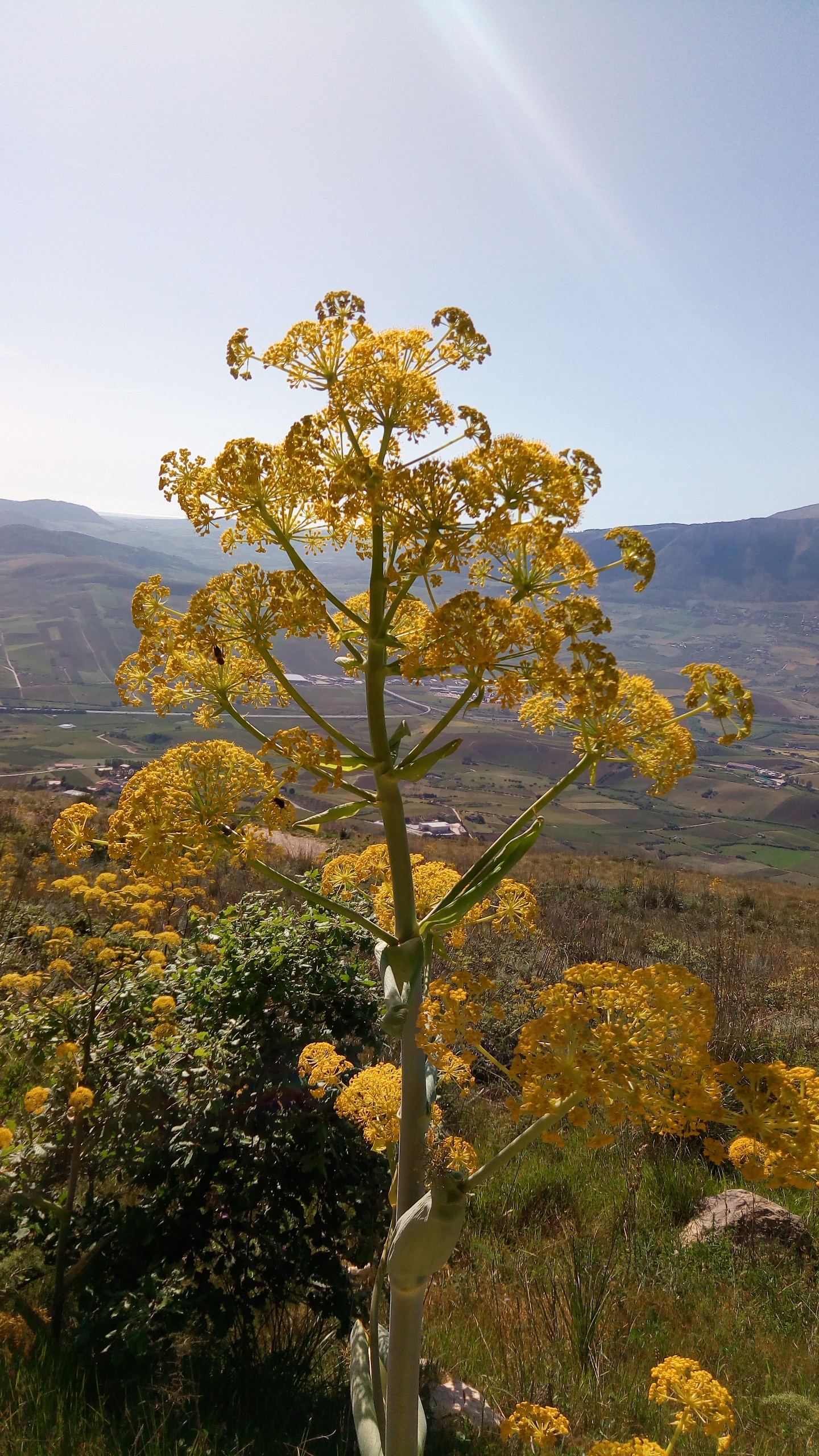

## Fauna
Il bosco ospita diverse specie di volatili fra i quali: il colombaccio, la ghiandaia, la tortora, il gheppio, il tordo, il merlo, il picchio rosso, il pettirosso, la poiana, la beccaccia, la cinciallegra, il verdone, il verzellino, la cincia e il cardellino.
Fra i rettili si trovano il biacco, la serpe comune endemica (in dialetto serpe nivura), la vipera, la lucertola e il ramarro.
Si incontrano inoltre numerosi mammiferi, tra cui: istrici, volpi, donnole, conigli selvatici, ricci.

## Interesse storico
All'interno e in prossimità della riserva si trovano resti di interesse storico-culturale, tra cui:
- una necropoli di origine preistorica
- il Castello dei Ventimiglia
- la Porta Regina
- i resti della città fortificata di Bùnifat, contenente antiche costruzioni unicellulari, cisterne e neviere
- il serbatoio idrico della Funtanazza.

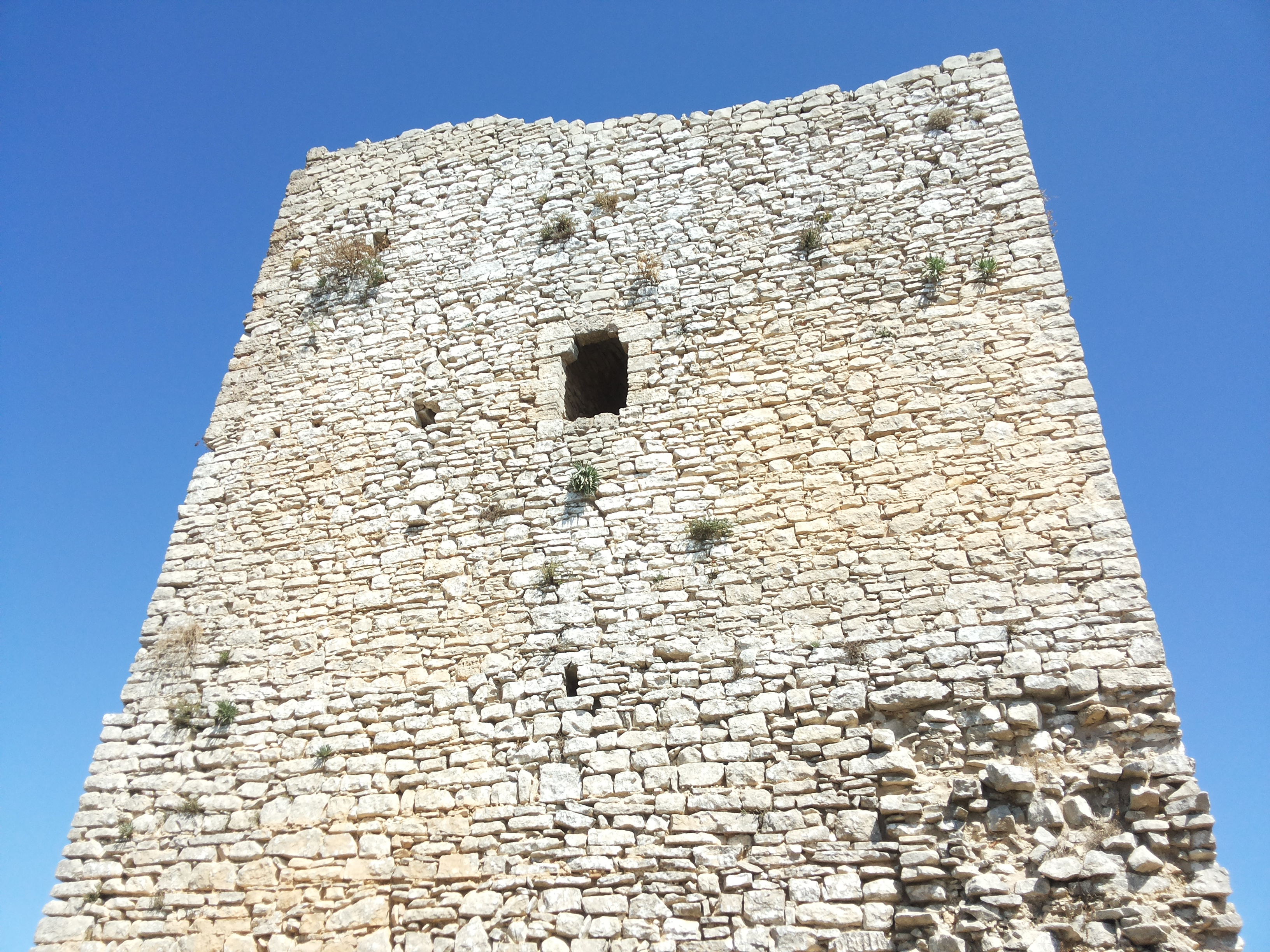
Torre maestra del Castello dei Ventimiglia
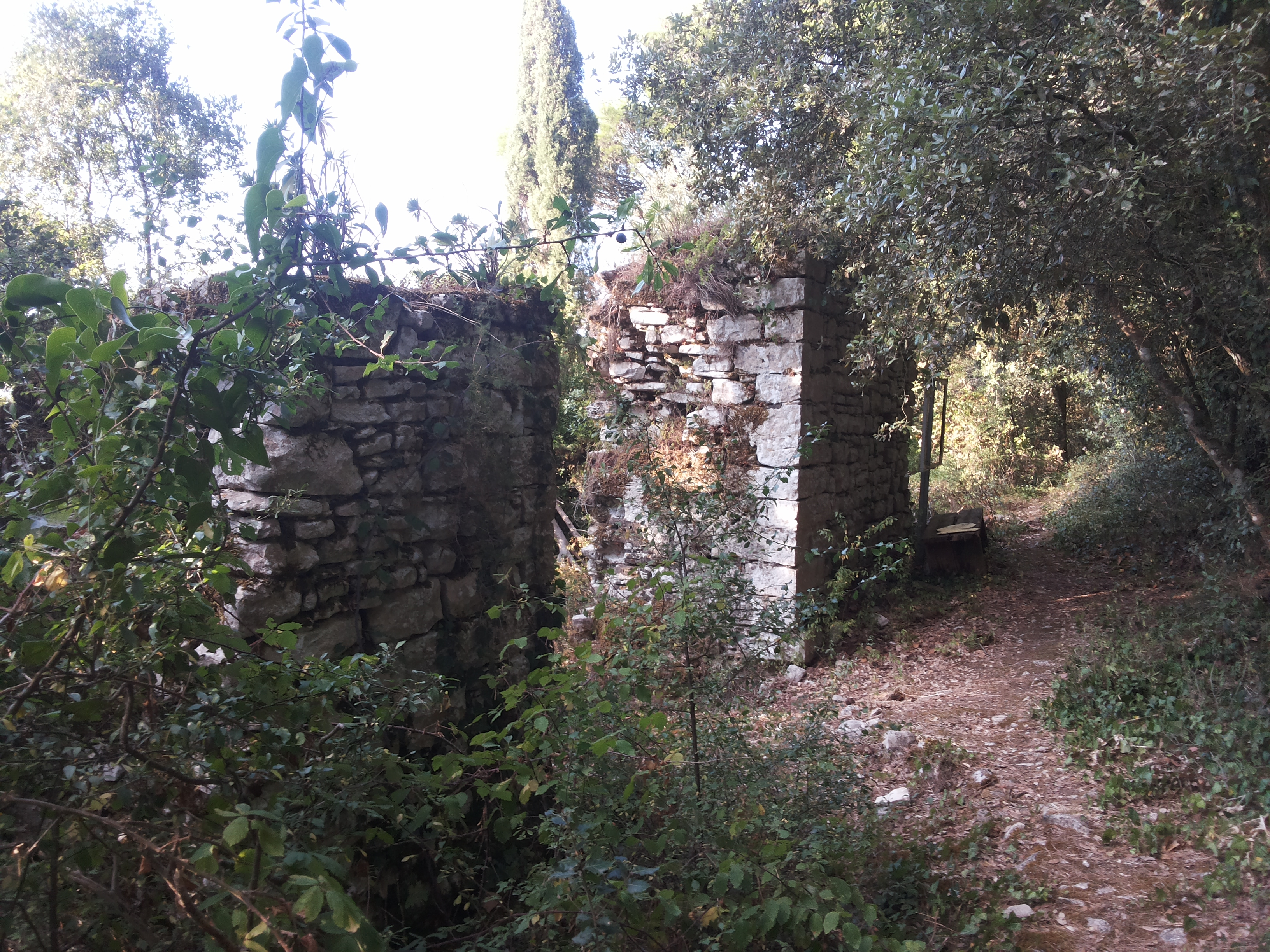
Resti di Porta Regina
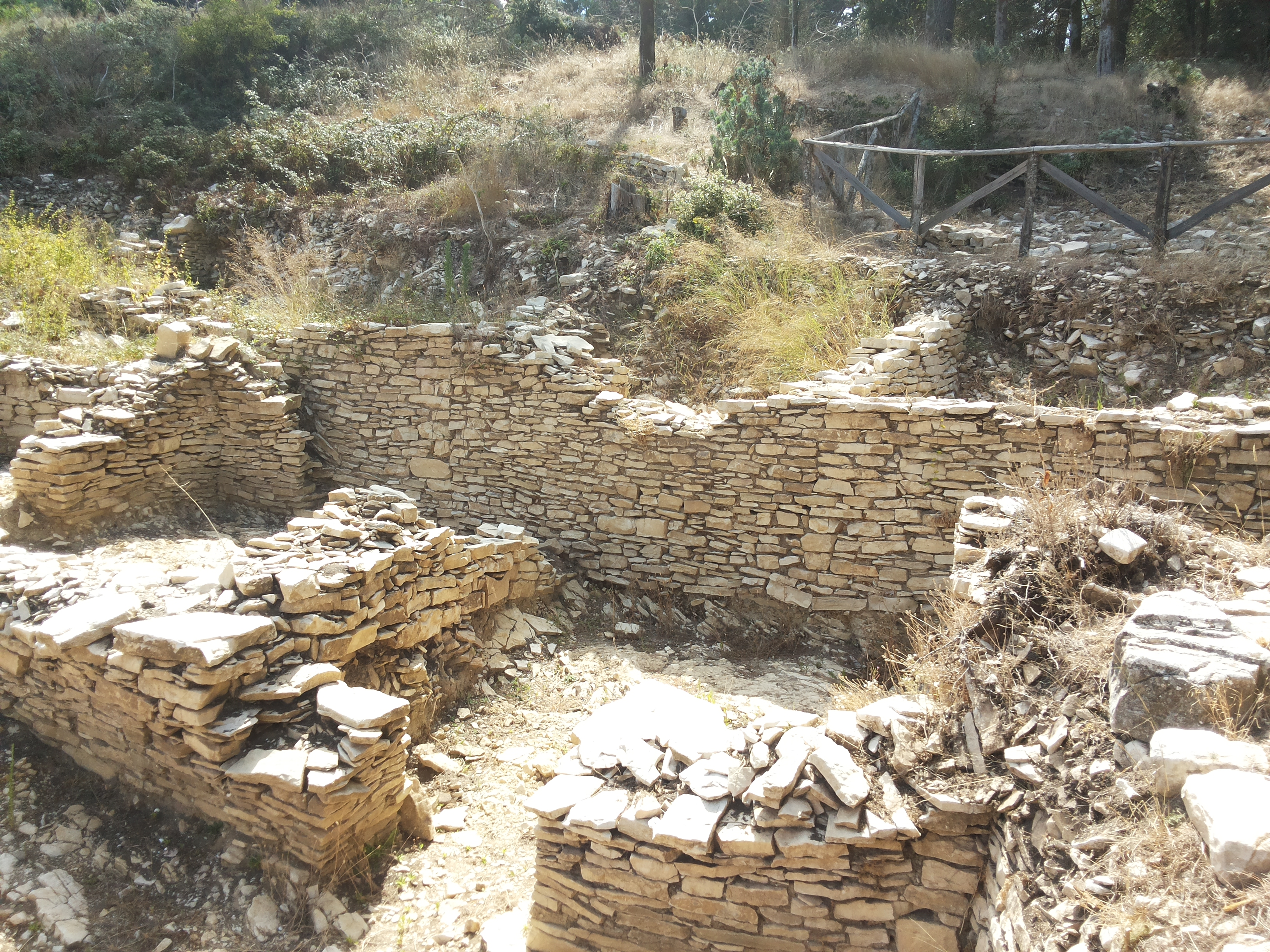
Resti di un antico insediamento sul Monte Bonifato
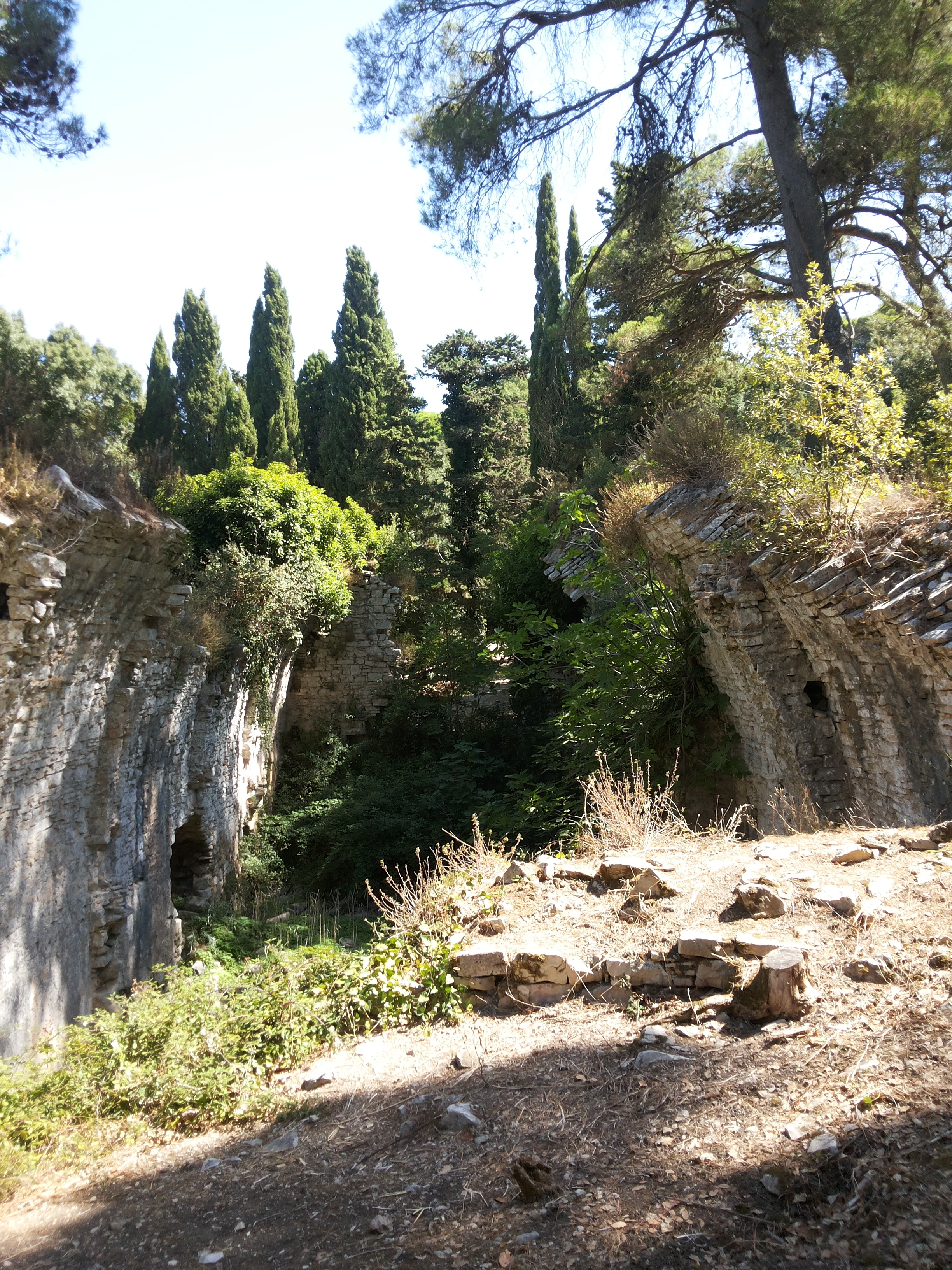
Interno della Funtanazza

## Sentieri
La riserva è attraversata da 3 sentieri:
- Sentiero S. Nicola, lungo 1800 m
- Sentiero delle Orchidee, lungo 850 m
- Panoramica Est, lungo 2400 m.

## Strutture ricettive
In un edificio a margine della pineta, che fa parte dell'Ostello Cielo d'Alcamo,  si svolgono attività di educazione ambientale nell'ambito degli scopi istitutivi della riserva.

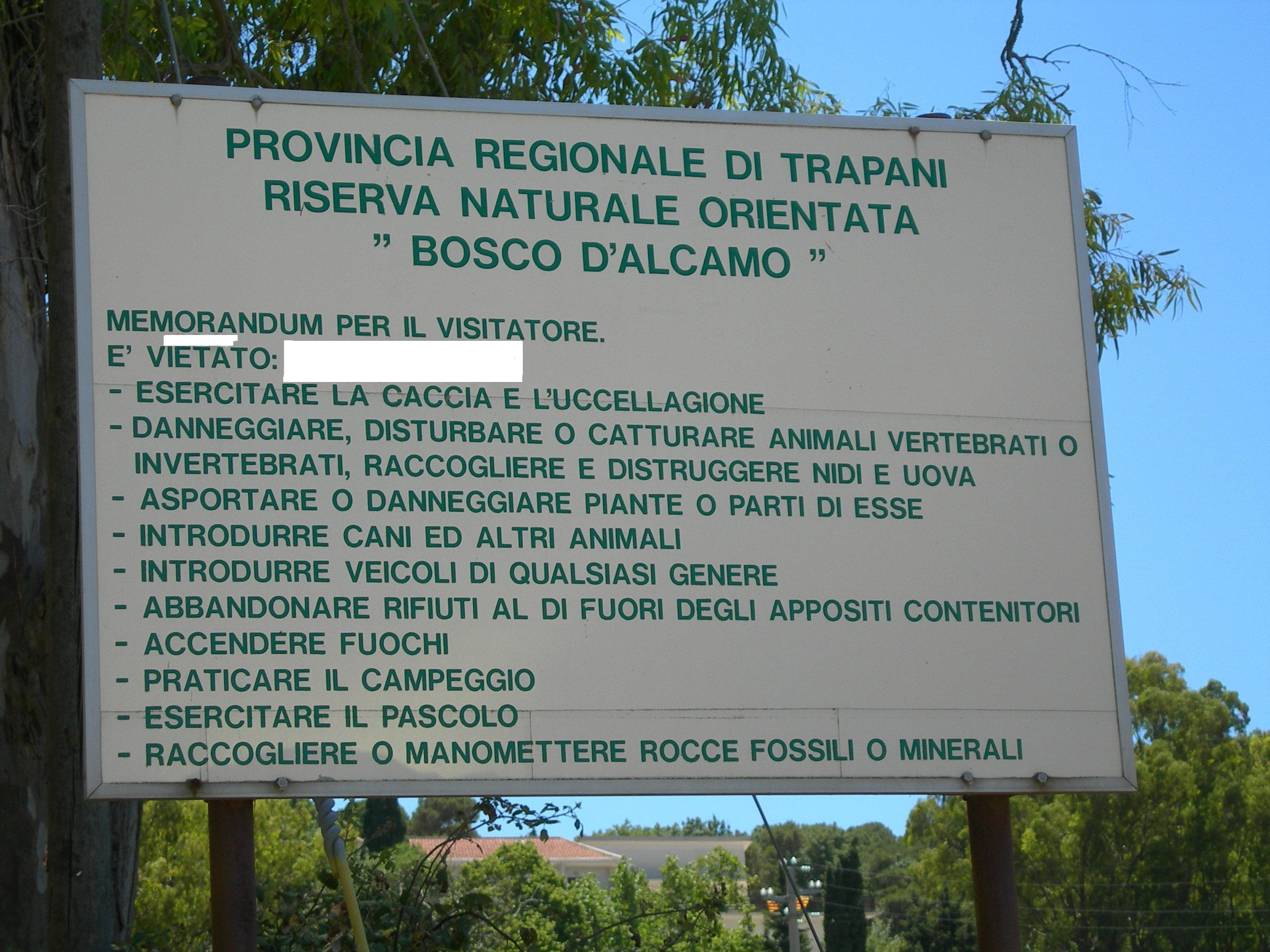
Cartello all'ingresso della riserva
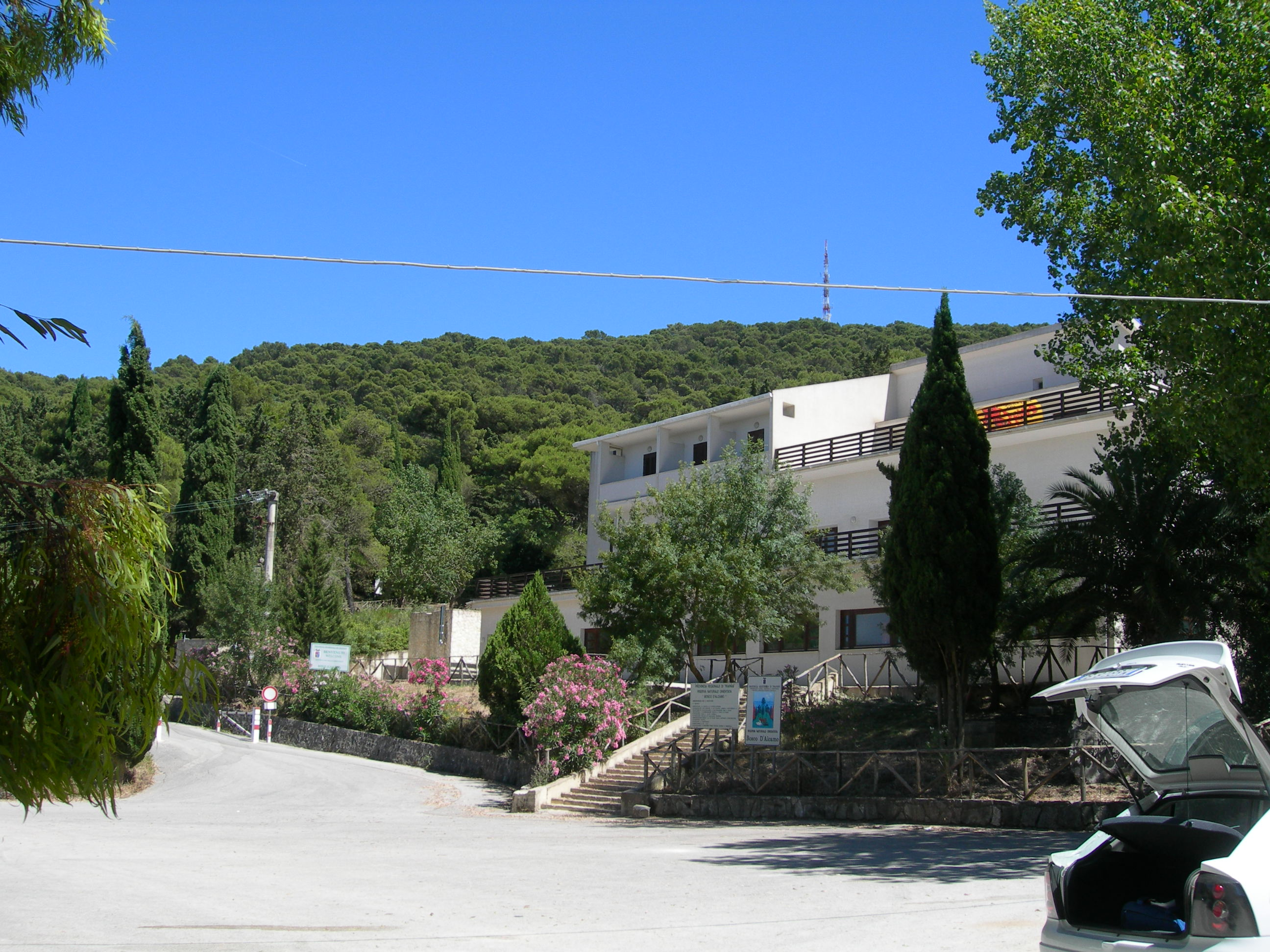
Parcheggio all'ingresso della pineta